# William Brody

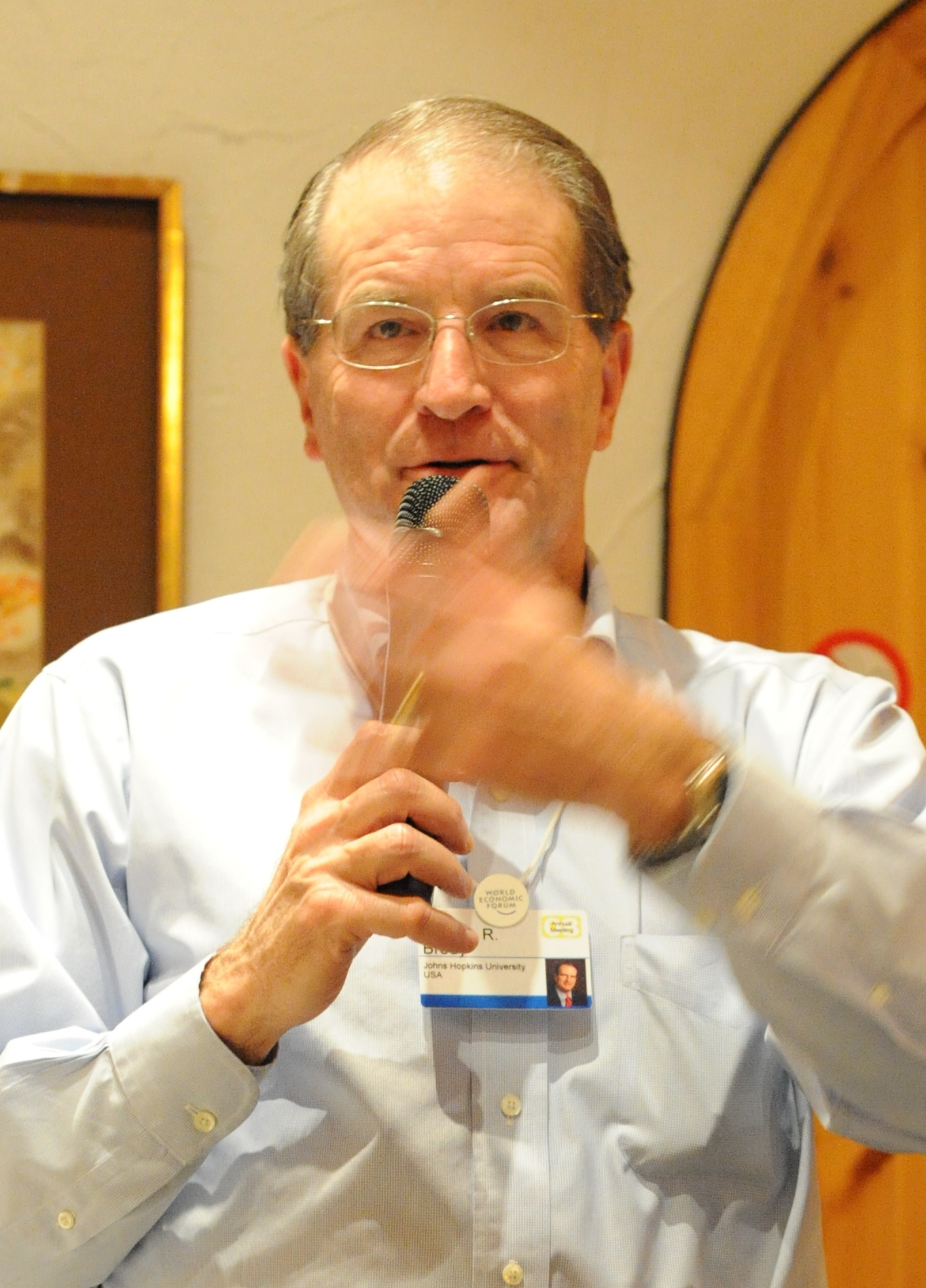
William R. Brody

William R. Brody (ur. 4 stycznia 1944 W Stockton w Kalifornii) – obecny szef Instytutu Salka; w latach 1996–2008 stał na czele Uniwersytetu Johnsa Hopkinsa. Karierę naukową rozpoczynał od studiowania elektrotechniki. Uzyskał tytuł magistra inżyniera elektrotechniki na Massachusetts Institute of Technology oraz tytuł lekarza oraz doktora nauk medycznych na Stanford University.
W. R. Brody jest dyrektorem międzynarodowej kompanii medycznej Medtronic oraz jednym z dyrektorów IBM.
Jest ojcem dwójki dzieci: Ingrid i Johna oraz mężem Wendy.